# Phineas Newborn
Phineas Newborn (14. prosince 1931 Whiteville, Tennessee, USA – 26. května 1989 Memphis, Tennessee, USA) byl americký jazzový klavírista, starší bratr kytaristy Calvina Newborna. V dětství hrál mimo klavíru ještě na saxofon, trubku a vibrafon. V letech 1950–1952 byl členem kapely Lionela Hamptona a v letech 1958–1959 vystupoval v duu s kontrabasistou Charlesem Mingusem. Mimo to nahrál několik alb pod svým jménem a spolupracoval s dalšími hudebníky, mezi které patří Booker Little, Roy Haynes, B. B. King, Ray Charles nebo J. J. Johnson.